# Hōbunsha
Hōbunsha Co., Ltd (株式会社芳文社 Kabushiki Gaisha Hōbunsha?) es una compañía que se especializa en publicar mangas. Fue fundada el 10 de julio de 1950.

## Revistas publicados por Hōbunsha
- Weekly Manga Times
- Tsubomi (Yuri)
- Hana Oto

### Revista Manga Time
- Manga Time
- Manga Time Jumbo
- Manga Time Lovely
- Manga Time Family
- Manga Time Special
- Manga Time Original
- Manga Home

### Revista Manga Time Kirara
- Manga Time Kirara
- Manga Time Kirara Carat
- Manga Time Kirara Max
- Manga Time Kirara Forward
- Manga Time Kirara Carino[1]
- Manga Time Kirara Magica[2]